# 創設
| ウィキペディアには「創設」という見出しの百科事典記事はありません（タイトルに「創設」を含むページの一覧/「創設」で始まるページの一覧）。 代わりにウィクショナリーのページ「創設」が役に立つかもしれません。 |